# 郗慧
郗慧（？—），女，中华人民共和国外交官，曾任中华人民共和国驻岘港总领事。

## 生平
郗慧曾任驻尼泊尔大使馆政务参赞、首席馆员和驻越南大使馆公使衔参赞、首席馆员。2017年3月，出任中华人民共和国驻岘港总领事。2021年2月，郗慧自驻岘港总领事离任，升任驻越南大使馆公使、首席馆员。